# Сафиева, Гулрухсор
Гулрухсор Сафиева (род. 17 декабря 1947, кишлак Яхч, Комсомолабадский район, Таджикская Советская Социалистическая Республика, Союз Советских Социалистических Республик) — советская и таджикская поэтесса, романист, переводчик, иранист, член Союза писателей СССР (1971), народный поэт Таджикистана

## Биография
Родилась 17 декабря 1947 года в семье агронома. Очень рано осталась сиротой. Училась в сельской школе, а затем в школе-интернате Комсомолобадского района (1953—1963).
В 1968 году окончила филологический факультет Таджикского государственного университета им. В. И. Ленина.
Работала корреспондентом газеты «Комсомолец Таджикистана» («Комсомоли Точикистон»), заведовала сектором печати ЦК ЛКСМ Таджикской ССР, была редактором газеты «Пионер Таджикистана» («Пионери Тоджикистон»).
Член Союза писателей СССР с 1971 года. Лауреат премии Ленинского комсомола (в том числе и Ленинского комсомола Таджикской ССР), Государственной премии Таджикистана имени Рудаки, премий Союза писателей и Министерства культуры Таджикской ССР.
С 1981 по 1986 год — секретарь Правления Союза писателей Таджикистана.
Была председателем Фонда культуры Таджикистана.
Член КПСС в 1968—1991 гг.
Народный депутат СССР в 1989—1991 годах от Советского фонда культуры.
Была членом Советского комитета по связям с писателями стран Азии и Африки, членом Таджикского республиканского комитета защиты мира, членом Президиума Правления Союза писателей Таджикистана.
В 1991-1992 годах, накануне гражданской войны в Таджикистане, Сафиева на митингах выступала с антироссийских позиций: «Поруганная северными варварами, моя прекрасная темноокая родина желает мести! Пора смыть русскую накипь! Свобода превыше всего!». Литературный критик и журналист Игорь Панин цитирует очевидцев, слышавших подобные выступления Сафиевой и поэта Бозора Собира.
В условиях начавшейся гражданской войны в Таджикистане уже сама Сафиева случайно избежала гибели от рук местных боевиков. По словам Сафиевой, когда ее пришли убивать, она успела воскликнуть: «Как вы можете убить меня, если в школе учили наизусть мои стихи?». Один из боевиков узнал Сафиеву по портрету в учебнике родной речи. Это тогда и спасло ей жизнь.
Как и многие таджикские беженцы, Сафиева перебралась в Россию. Из Таджикистана её вывезли российские военные. В интервью 2004 года Сафиева заметила, что «когда в Таджикистане шла война, меня и многих моих соотечественников приютила, помогла выжить нам Россия».
В Москве жила пять лет. В свой «московский период» создала Международную академию поэзии: в её рамках она проводила поэтические вечера, встречи с российскими литераторами. Тогда же состоялись презентации целого ряда её трудов: книги стихов на русском языке, издания «Омар Хайям: плакала капля воды» — результата её многолетних исследовательских усилий, и ещё нескольких литературных сочинений.
Член русского ПЕН-центра.

## Творчество
Первые стихотворения опубликовала в районной газете «Каратегини Совета» в 1962 году.
Из-под её пера вышли поэтические сборники «Фиалка» (1970), «Отчий дом», (1973), «Ночная жатва», «Горная сказка» (1975), «Мир сердца» (1977), «Преданность», «Огонь Согда» (1981), «Зелёная колыбель» (1984), «Зеркало дня» (1985), «Свидетели», «Женщина и война», «Жертвы», «Звенящая лира».
Автор пьес «Озода», «Поверьте нам!», «Землетрясение», «Пещера дивов», «Новый сосед» (1980; премия Союза писателей и Министерства культуры Таджикской ССР).
Написав роман «Женщины Сабзбахора», стала первой женщиной-романистом в истории таджикской литературы.
Роман был опубликован в журнале «Садои Шарк».
В 1990 году, будучи депутатом Верховного Совета СССР, начала писать роман «Агония» и, по словам самого автора, переписывала его восемь раз.
Произведения публиковались в газетах «Правда», «Комсомольская правда», «Литературная газета», в журналах «Юность», «Молодая гвардия», «Смена», «Работница», «Советская литература» (на иностранных языках), «Дружба народов», «Огонёк», «Садои Шарк», «Памир» и др., в альманахах поэзии, изданных в Москве и Душанбе, а также в Иране.

### Исследования творчества Омара Хайяма
Гулрухсор Сафиева — иранист. Она является одним из крупнейших исследователей творчества Омара Хайяма. Одна из задач исследования и популяризации Хайяма, которую Сафиева перед собой ставила, — «вывести его из кабака». По мнению Сафиевой, «многие составители Хайяма не смогли (или не захотели) почувствовать разницу между поэзией и фольклором. Если Хайям кого-то и приглашает, то не в кабак, а по-персидски — в „куништ“… Это место не имеет ни начала, ни конца». Сафиева подчёркивает, что «Хайям это совсем другой поэт. Он не пошлый, он мудрый и точный».

### Переводческая деятельность
Перевела на таджикский язык стихи М. Ю. Лермонтова, сборник избранных стихов Ольги Берггольц «Любовь к жизни», антологию поэтесс Советского Союза «Поющий цветник», пьесы Федерико Гарсиа Лорки «Кровавая свадьба» и «Йерма».

### Переводы произведений Сафиевой
Ряд книг и циклов стихов Г. Сафиевой переведены многие языки мира. На русском языке вышли сборники
- «Фиалка» (1971),
- «Песня родника» (М., Молодая гвардия, 1975),
- «Радужный цветок» (1978),
- «Зелёная колыбель» (1981?),
- «Куропатки в гостях»,
- «Навруз» (1982),
- «Откровение в полдень» (1983),
- «Зеркало дня»,
- «Ради тебя»,
- «За солнцем вслед» (1984).

Стихи Сафиевой также переводились на языки народов бывшего СССР, печатались на английском, французском, немецком, испанском, финском, румынском, чешском, польском, болгарском и других языках. В 2000-х годах произведения Сафиевой неоднократно издавались в Иране.
На русский язык почти все стихи Сафиевой переводили отечественные поэтессы Римма Казакова, Татьяна Бек и Татьяна Кузовлева.

## Награды
- Премия Ленинского комсомола (1978),
- Премия Ленинского комсомола Таджикской ССР (1975),
- Государственная премия Таджикистана имени Рудаки.

## Обвинения в русофобии и экстремизме
Автор книги «На этнической войне…: Геноцид русских в бывших республиках СССР» (М.: Традиция, 2010) Елена Семёнова, директор фонда «Историческая память» Александр Дюков, публицист Виктор Снитковский, литературный критик и журналист Игорь Панин обвиняют Гулрусхор Сафиеву в русофобских и экстремистских высказываниях в начале 1990-х годов в годы распада СССР и гражданской войны в Таджикистане.
Е. В. Семёнова: "В нагнетании антирусской истерии во всех республиках бывшего СССР немало потрудились представители творческой интеллигенции. В Таджикистане на этой ниве особенно отличилась поэтесса Гулрусхор Сафиева. В 20 лет она вступила в КПСС, возглавила сектор печати таджикского комсомола, в 24 года получила членский билет Союза писателей Таджикистана и ещё через 10 лет стала секретарём правления. Во время Перестройки Сафиева из убеждённой коммунистки обратилась в пламенную националистку и правоверную мусульманку. На митингах «исламско-демократической» оппозиции поэтесса произносила антирусские речи, сокрушалась о «поруганной северными варварами моей прекрасной темноглазой Родине», называла Великую Отечественную войну «российской мясорубкой куда загнали таджиков», предрекала, что «час расплаты наступил, и пусть кровь смоет русскую грязь». На этом фоне весьма примечательной выглядела позиция местного криминального авторитета Сангака Сафарова, заявившего: «Кто тронет хоть одного русского — будет иметь дело со мной!» Сафиева же с началом гражданской войны покинула Таджикистан и обосновалась в Москве, печатается на страницах газет «северных варваров», включая официозную «Российскую», проводит творческие вечера…
О том, что в годы гражданской войны в Таджикистане Гулрухсор Сафиева примыкала к исламистам также упоминает в интервью «Литературной газете» и консультант по таджикской литературе Международного содружества писательских союзов Шавкат Ниязи.
Сама поэтесса не комментирует подобные обвинения.
В интервью 2004 года, комментируя убийство Хуршеды Султоновой, Г. Сафиева выразила надежду, что подобные случаи «не будут влиять» на российско-таджикские отношения. В том же интервью Сафиева заметила, что «когда в Таджикистане шла война, меня и многих моих соотечественников приютила, помогла выжить нам Россия».